# Polycera hedgpethi
Polycera hedgpethi är en snäckart som beskrevs av Er. Marcus 1964. Polycera hedgpethi ingår i släktet Polycera och familjen Polyceridae. Inga underarter finns listade i Catalogue of Life.